# Procris boninensis
Procris boninensis är en nässelväxtart som beskrevs av Takasi Tuyama. Procris boninensis ingår i släktet Procris och familjen nässelväxter. Inga underarter finns listade i Catalogue of Life.